# Morpho briseis
Morpho briseis är en fjärilsart som beskrevs av Felder 1867. Morpho briseis ingår i släktet Morpho och familjen praktfjärilar. Inga underarter finns listade i Catalogue of Life.